# Pluto e l'oggetto misterioso
Pacchetto a sorpresa (Pluto's Surprise Package) è un film del 1949 diretto da Charles A. Nichols. È un cortometraggio animato della serie Pluto, prodotto dalla Walt Disney Productions e uscito negli Stati Uniti il 4 marzo 1949, distribuito dalla RKO Radio Pictures.

## Trama
Pluto va a prendere felicemente il pacchetto che gli è arrivato, insieme a tre buste. Pensando che il pacchetto contenga qualcosa per lui decide di aprirlo, ma esso si sposta. Quando Pluto riesce a bloccarlo, dal suo interno fuoriesce un cucciolo di tartaruga che il cane cerca di riportare dentro, ma senza successo. Quando finalmente ci riesce, una folata di vento spazza via le buste. Rincorrendole, Pluto si ritrova sul margine di una scogliera insieme alle lettere. Subito dopo la tartarughina si tuffa nel lago sottostante, facendo cadere accidentalmente Pluto e le buste. Avendone abbastanza, il cane abbaia ferocemente al cucciolo, ma quest'ultimo lo fa calmare, rivelandogli che le buste erano al sicuro nel carapace; Pluto si sente sollevato. Subito dopo il rettile porta con sé la scatola e le buste marciando fino a casa, ma Pluto lo solleva con la bocca. I due finalmente diventano amici.

## Distribuzione

### Edizioni home video

#### VHS
- Serie oro - Da Pluto con amore (dicembre 1986)[1]
- Pluto amico quasi perfetto (febbraio 1995)[2]
- Topolino & C. avventure tutte da ridere (gennaio 2002)[3]

#### DVD
Il cortometraggio è incluso nel DVD Topolino che risate! - Volume 4.